# Minae Noji
Minae Noji, född 30 maj 1973 i Los Angeles i Kalifornien i USA, är en amerikansk skådespelerska. Hon är främst känd som rollen som Karai i 2014 års Turtlesfilm.

## Rollista

### Film och TV
- Power Rangers - Saleslady - avsnitt: "The Last Race" (2001)
- Spin City - Tai Chi Instructor - avsnitt: "Sleeping with the Enemy" (2001)
- Judge is God (2002) - Persia (producent)
- Instant Trauma (2002) - China
- Bill The Intern (2003) - Noriko
- The Last Run (2004) - Mika
- Bobby Cannon (2005) - Kim
- Be Cool (2005) - Miss Bangkok
- Memoirs of a Geisha (2005) - Spring Festival Dancer
- Rewind 1987 (2006) - utbytesstudenten Suki
- God's Waiting List (2006) - Hosakawa/Chinese Checker (ej angiven)
- Vanishing Point (2007) - Loki
- General Hospital Night Shift (2007) - Kelly Lee
- California King (2008) - Minnie
- Siblings (2009) - Lisa
- Bitch Slap (2009) - Kinki
- General Hospital (2006-2012) - Kelly Lee
- Hang Loose (2012) - Grace
- Y: The Last Man Rising (2012) - Lori
- Hollywood Today Live (2014)
- Love Midori (2014) - Love
- Teenage Mutant Ninja Turtles (2014) - Karai

### Roller som röstskådespelerska
- Captain Planet and the Planeteers (1990)
- Emperor: Battle for Dune (2002) - Roma Atani)
- Earth & Beyond (2002) - Jenquai
- Command & Conquer: Red Alert 3 (2008) - Rocket Angel
- APB: All Points Bulletin (2010) - Veronika Lee
- Driver: San Francisco (2011)
- X-Men: Destiny (2011)
- Saints Row: The Third (2011)
- World of Warcraft: Mists of Pandaria (2012) - Yalia Sagewhisper
- Sleeping Dogs (2012) - Rosa
- Killer Karaoke (2012-2013) - berättarröst
- Tales of Xillia (2013) - Milla Maxwell
- Marvel Heroes (2013) - Lady Deathstrike
- Doraemon (2014) - Little G
- Tales of Xillia 2 (2014) - Milla Maxwell (Fractured and Original)
- The Secret World: Issue 9 - The Black Signal (2014) - Gozen
- Stand By Me Doraemon (2014) - Little G
- BoJack Horseman (2014) - Ayako
- Star vs. the Forces of Evil (2015) - Brittney Wong
- Teenage Mutant Ninja Turtles (2015) - Tang Shen

### Fotnoter
1. ↑  ”Ex-General Hospital's Minae Noji in Teenage Mutant Ninja Turtles” (på engelska). Soaps. 11 mars 2014. Arkiverad från originalet den 7 januari 2016. https://web.archive.org/web/20160107045514/http://soaps.sheknows.com/general-hospital/news/39683/ex-general-hospitals-minae-noji-in-teenage-mutant. Läst 28 december 2015.